# Buira (Huesca)
Buira es una localidad española dentro del término municipal de Bonansa, en la Ribagorza, provincia de Huesca, Aragón. Se encuentra dentro del territorio con lengua propia catalán ribagorzano, ya que se encuentra dentro de la Franja.
Buira es un núcleo diseminado situado a 1180 m de altitud (media aprox.), en la margen derecha del río Noguera Ribagorzana, cerca y en el SW de Pont de Suert, a través del cual se accede. Comparte nombre con el núcleo también ribagorzano de Buira, del municipio catalán de Sarroca de Bellera, actualmente incluido en la comarca del Pallars Jussá. 
El origen del topónimo Buira parece relacionado según diversos autores, con el término Boreas (viento del norte, tramuntana, vent de port o aire de port como se le denomina en la comarca).
Las referencias históricas de este núcleo se remontan a 1197 (1196 según algunas fuentes), como citan autores como Martín Alvira Cabrer, Abad y Lasierra, o Puig i Ferreté, cuando Arnau de Erill (Baronía de Erill), hizo donación de Buira al Monasterio de Lavaix, próximo al Pont de Suert.   
Su iglesia originariamente románica, llamada de San Hilario, depende de la parroquia de Cirés. En ruinas hasta recientes intervenciones de restauración durante 2015 y 2016, fue declarada Bien Catalogado del Patrimonio Cultural Aragonés en 2017. Esta iglesia, es conocida en la zona (también por la misma Diócesis de Barbastro-Monzón), como de San José. Esta circunstancia que ya se menciona en el Anexo I de la Resolución por el que se iniciaba el proceso para la declaración de Bien Catalogado (BOA Núm. 75 del 20/04/2017), probablemente tenga su origen en la remota existencia (según conserva la memoria popular), de un “Pilaret” de San Hilario, en las cercanías de la actual iglesia, hoy desaparecido y quizá anterior a la misma. 
Junto a otras piezas, de esta iglesia proceden el Frontal de San Hilario y la llamada Arqueta de Buira, que se exhiben en el Museo Diocesano de Lérida. En el caso de la Arqueta sin embargo, por la información que se desprende de la documentación del ingreso de estas piezas en el fondo del museo, su origen debe atribuirse claramente a la pequeña iglesia de San Clemente del núcleo cercano de La Torre de Buira, que dependía de la iglesia de Buira en aquellos momentos y atendida por el mismo párroco en 1902 (D.Mariano Miranda). Precisamente en el siglo XIX, Buira formó un efímero municipio con su agregado de La Torre de Buira. 
Al norte de Buira en un alto (Tossal de la Mola, 1400 m de altitud), se sitúa la ermita de La Mola de origen también románico (completamente modificada posteriormente), desde donde puede contemplarse una excelente panorámica del Pirineo Central y de la cabecera del valle del río Noguera Ribagorzana.